# اجتهاد در مقابل نص
اجتهاد در برابر نص، کتابی در موضوع امامت و خلافت نوشتهٔ سید عبدالحسین شرف الدین عاملی است.
این کتاب در سال ۱۳۵۱ شمسی، چاپ شده‌است.
این کتاب دربارهٔ خلافت علی بن ابیطالب نوشته شده‌است. نویسنده بدون قضاوت دربارهٔ انگیزه مخالفت‌ها با علی بن ابیطالب، تنها به بیان موارد آنها از منابع اصلی اهل سنت می‌پردازد.

## دربارهٔ نویسنده کتاب
نویسنده کتاب سیدعبدالحسین شرف‌الدین موسوی عاملی است. وی از مجتهدان شیعه لبنانی و عالمان مدافع تقریب مذاهب بود؛ که تلاش بسیاری برای وحدت شیعه و سنی و حل کردن ریشه‌های اختلاف آنان انجام داد. وی این کتاب را زمانی که حدود ۸۵ سال داشت نوشت.

## دربارهٔ کتاب
واژه «نص» به معنای هر کلام صریحی که واضح و آشکار باشد، است. آنچه که جز یک معنا ندارد و تأویل‌بَردار نیست. واژه «اجتهاد» نیز در لغت به معنای کوشش و سعی و در اصطلاح به معنای استنباط احکام شرعی است.

## فصل‌های کتاب
در این کتاب حدود یکصد مورد اجتهاد در مقابل نص (اعمال نظر شخصی در مقابل کلام صریح پیامبر) را که خلفا، حاکمان و برخی از بستگان آنان، در زمان محمد (پیامبر اسلام) یا بعد از رحلت آن حضرت مرتکب شدند، ذکر شده‌است.

### فصل اول
نویسنده در فصل اول، اجتهادهای خلیفه اول را ـ که مخالف با نص بوده ـ چنین نقل می‌کند:
- ماجرای روز سقیفه
- مخالفت با فرماندهی زید بن حارثه
- تخلف از پیوستن به سپاه اسامه
- اسقاط سهم «مؤلفة قلوبهم»
- اسقاط سهم «ذی القربی»
- غصب فدک
- سرپیچی از فرمان پیامبر دربارهٔ قتل ذوالثدیة در دو مرتبه
- جنگ با کسانی که از پرداخت زکات به او کوتاهی ورزیدند
- کشته شدن مالک بن نویره به امر خالد بن ولید و بی‌اعتنایی خلیفه اول به آن
- منع از نوشتن احادیث محمد بن عبدالله
- تصدیق مشرکانی که قصد برگرداندن بردگانِ مسلمان‌شده خود راداشتند

### فصل دوم
نویسنده در فصل دوم، اجتهادهای خلیفه دوم را ـ که مخالف با نص بوده ـ چنین آورده‌است:
- ممانعت از نوشتن وصیت پیامبر اسلام در واپسین لحظات زندگی
- اعتراض به صلح حدیبیه
- اعتراض به این گفتار محمد بن عبدالله که که خداپرستان بهشتی‌اند
- نهی از حج تمتّع
- نهی از متعه زنان
- بدعت در اذان صبح
- بدعت در اذان و اقامه
- طلاق سوم
- نماز تراویح
- چهار تکبیر در نماز بر اموات
- جهل به برخی احکام روشن
- ارث جدّ با وجود برادر
- ارث بردن دایی از خواهرزاده
- عده زن باردار بعد از مرگ همسر
- ازدواج با زنی که شوهرش مفقود شده
- فروش کنیزان بچه دار
- ترک نماز در صورت نبودن آب
- منع از خواندن دو رکعت نماز مستحبی بعد از نماز عصر
- جابه‌جا کردن مقام ابراهیم
- ممانعت از گریستن بر اموات
- زیرپا گذاشتن احکام روزه در آغاز اسلام
- نوشیدن شراب حتی بعد از نزول آیات
- نهی محمد بن عبدالله از قتل عباس و بنی هاشم در جنگ بدر و اصرار عمر بن خطاب بر کشتن آنان
- گرفتن فدیه از اسیران جنگ بدر و مخالفت عمر با آن
- کشتن اسیران جنگ حنین
- فرار از جنگ
- تجسّس از خانه‌های مسلمانان
- بدعت عمر در تعیین مَهر برای زنان
- تغییر حد سرقت و برداشتن آن از غلامانی که دزدی کرده بودند
- اقامه حد زنایی که ثابت نشد
- تعطیل حد زنا بر مغیرة بن شعبه
- تبعید ضبیع تمیمی ومضروب ساختن او به سبب پرسش از آیات دشوار قرآن
- تبعید نابجای نصر بن حجاج
- تجاوز عمر از حد شرعی نسبت به پسرش
- قطع درخت حدیبیه
- شکایت امّ هانی از عمر
- مسامحه عمر با معاویه
- صدور اوامری که مخالف شرع بود و انصراف پس از پی بردن به فساد آنها

### فصل سوم
- بذل و بخشش عثمان به خویشان خود
- بزرگداشت طرد شدگان از سوی محمد بن عبدالله
- نماز کامل در سفر

### فصل چهارم
نویسنده اجتهادهای عایشه همسر محمد بن عبدالله را ـ که مخالف با نص بوده ـ چنین نقل می‌کند:
- نماز کامل در سفر
- تهمت عایشه به ماریه همسر پیامبر
- ازدواج محمد بن عبدالله با اسماء جونیه
- تبانی حفصه و عایشه بر ضدّ محمد بن عبدالله
- تکلیف حفصه و عایشه به توبه کردن
- اعتراض به محمد بن عبدالله
- نکوهش از عثمان و امر به قتل وی
- احادیث عایشه از محمد بن عبدالله
- شورش عایشه بر ضدّ علی بن ابیطالب

### اجتهادهای خالد بن ولید
- سرپیچی خالد از فرمان محمد بن عبدالله
- کشتار خالد در قبیله بنی جذیمه

### اجتهادهای معاویه
- الحاق زیاد بن ابیه به ابوسفیان
- اجبار به بیعت با یزید
- مظالم معاویه در یمن
- اعمال معاویه و عمّال وی
- دشمنی معاویه با علی بن ابیطالب
- جنگ معاویه با علی بن ابیطالب
- معاویه و جعل حدیث در نکوهش علی بن ابیطالب
- خیانت معاویه نسبت به حسن بن علی[۲]

## ترجمه
اصل کتاب به زبان عربی است و به زبان‌های فارسی و انگلیسی ترجمه و منتشر شده‌است.